# Giro delle Fiandre 1987
Il Giro delle Fiandre 1987, settantantunesima edizione della corsa, venne disputato il 5 aprile 1987 su un percorso di 274 km. Fu vinto dal belga Claude Criquielion, al traguardo con il tempo di 7h15'30" alla media di 37,35 km/h.
Partenza a Sint-Niklaas con 233 ciclisti: 88 di essi portarono a termine il percorso.

## Ordine d'arrivo (Top 10)
| Pos. | Corridore          | Squadra       | Tempo    |
| ---- | ------------------ | ------------- | -------- |
| 1    | Claude Criquielion | Hitachi-Marc  | 7h15'30" |
| 2    | Sean Kelly         | KAS-Mavic     | a 1'00"  |
| 3    | Eric Vanderaerden  | Panasonic     | s.t.     |
| 4    | Steve Bauer        | Toshiba-Look  | s.t.     |
| 5    | Marc Sergeant      | Lotto-Merckx  | s.t.     |
| 6    | Steven Rooks       | PDM-Ultima    | s.t.     |
| 7    | Ronny Van Holen    | Lucas-Müllers | s.t.     |
| 8    | Adrie van der Poel | PDM-Ultima    | s.t.     |
| 9    | Ludo Peeters       | Superconfex   | s.t.     |
| 10   | Allan Peiper       | Panasonic     | s.t.     |